# Servette Football Club Genève 1890 2010-2011
Questa voce raccoglie le informazioni riguardanti il Servette Football Club Genève 1890 nelle competizioni ufficiali della stagione 2010-2011.

## Stagione
Nella stagione 2010-2011 il Servette, allenato da João Alves, concluse il campionato di Challenge League al 2º posto, vinse il doppio spareggio promozione/retrocessione con il Bellinzona  e fu promosso in Super League. In Coppa Svizzera il Servette fu eliminato agli ottavi di finale dal Basilea. 

## Rosa
| N. |                           | Ruolo | Calciatore         |
| -- | ------------------------- | ----- | ------------------ |
| 1  | Svizzera (bandiera)       | P     | David Gonzalez     |
| 2  | Italia (bandiera)         | D     | Mickael Ratta      |
| 3  | Svizzera (bandiera)       | D     | Christopher Routis |
| 4  | Portogallo (bandiera)     | D     | Pedro Mendes       |
| 5  | Svizzera (bandiera)       | C     | Lionel Pizzinat    |
| 6  | Svizzera (bandiera)       | C     | Tibert Pont        |
| 7  | Svizzera (bandiera)       | A     | Matias Vitkieviez  |
| 8  | Costa d'Avorio (bandiera) | C     | Xavier Kouassi     |
| 9  | Svizzera (bandiera)       | A     | Goran Karanović    |
| 10 | Tunisia (bandiera)        | C     | Stéphane Nater     |
| 11 | Portogallo (bandiera)     | A     | André Soares       |
| 12 | Svizzera (bandiera)       | C     | Artrit Ajdini      |
| 13 | Spagna (bandiera)         | C     | Carlos Varela      |
| 14 | Portogallo (bandiera)     | C     | Saná               |
| 15 | Portogallo (bandiera)     | A     | Thierry Moutinho   |

| N. |                         | Ruolo | Calciatore         |
| -- | ----------------------- | ----- | ------------------ |
| 17 | Svizzera (bandiera)     | D     | Patrik Baumann     |
| 17 | Svizzera (bandiera)     | A     | Julián Estéban     |
| 18 | Svizzera (bandiera)     | P     | Loic Novelle       |
| 19 | Svizzera (bandiera)     | A     | Filipe Poceiro     |
| 20 | Svizzera (bandiera)     | D     | Christian Schlauri |
| 21 | Svizzera (bandiera)     | D     | Oliver Maric       |
| 22 | Svizzera (bandiera)     | D     | Vincent Rüfli      |
| 23 | Brasile (bandiera)      | C     | Marcos de Azevedo  |
| 24 | Svizzera (bandiera)     | D     | François Moubandje |
| 25 | Svizzera (bandiera)     | D     | Jérôme Schneider   |
| 27 | Brasile (bandiera)      | A     | Eudis              |
| 28 | RD del Congo (bandiera) | A     | Mobulu M'Futi      |
| 29 | Svizzera (bandiera)     | P     | Christophe Guedes  |
| 30 | Portogallo (bandiera)   | P     | Fabio Monteiro     |

## Organigramma societario
Area tecnica
- Allenatore: João Alves
- Allenatore in seconda: Carlos Alves
- Preparatore dei portieri:
- Preparatori atletici:

## Calciomercato

### Sessione estiva
| Acquisti | Acquisti           | Acquisti         | Acquisti |
| R.       | Nome               | da               | Modalità |
| -------- | ------------------ | ---------------- | -------- |
| A        | André Soares       | Atlético CP      |          |
| D        | Patrik Baumann     | Kriens           |          |
| A        | Goran Karanović    | Kriens           |          |
| A        | Mobulu M'Futi      | Aarau            |          |
| D        | Oliver Maric       | Wohlen           |          |
| C        | Stéphane Nater     | Sciaffusa        |          |
| D        | Pedro Mendes       | Sporting Lisbona |          |
| C        | Saná               | Benfica B        |          |
| D        | Christian Schlauri | Sciaffusa        |          |

| Cessioni | Cessioni          | Cessioni        | Cessioni |
| R.       | Nome              | a               | Modalità |
| -------- | ----------------- | --------------- | -------- |
| C        | Paul Grischok     | Widzew Łódź     |          |
| C        | Samir Boughanem   | Meyrin          |          |
| C        | Fellipe Bastos    | Vasco da Gama   |          |
| D        | Steve Katana      | Stade Nyonnais  |          |
| D        | Genséric Kusunga  | Basilea         |          |
| D        | Christopher Mfuyi | Valenciennes    |          |
| A        | Tozé              | Desp. Aves      |          |
| C        | Geoffrey Tréand   | Neuchâtel Xamax |          |

### Sessione invernale
| Acquisti | Acquisti | Acquisti | Acquisti |
| R.       | Nome     | da       | Modalità |
| -------- | -------- | -------- | -------- |

| Cessioni | Cessioni | Cessioni | Cessioni |
| R.       | Nome     | a        | Modalità |
| -------- | -------- | -------- | -------- |

## Risultati

### Challenge League

#### andata
| Arbitro: | Bieri |

|                    |           |                                        |
| Merenda 82’ (rig.) | Marcatori | 2’ de Azevedo 11’, 39’ Eudis 90’ Nater |

| Arbitro: | Grossen |

|                          |           |  |
| Vitkieviez 59’ Nater 90’ | Marcatori |  |

| Arbitro: | Gut |

|                                         |           |              |
| de Azevedo 26’ Eudis 78’ Vitkieviez 90’ | Marcatori | 67’ Besseyre |

| Arbitro: | Carrell |

|                            |           |               |
| Lüscher 11’, 47’ Bieli 21’ | Marcatori | 64’ Karanović |

| Arbitro: | Hänni |

|                                                                 |           |  |
| de Azevedo 14’ (rig.), 60’ Eudis 39’, 52’ Estéban 73’ Rüfli 90’ | Marcatori |  |

| Arbitro: | Amhof |

|                     |           |  |
| de Azevedo 30’, 89’ | Marcatori |  |

| Arbitro: | Pache |

|                    |           |  |
| Valente 72’ (rig.) | Marcatori |  |

| Arbitro: | Circhetta |

|           |           |               |
| Eudis 57’ | Marcatori | 59’, 61’ Roux |

| Arbitro: | Jaccottet |

|  |           |                                            |
|  | Marcatori | 5’ Eudis 18’ Estéban 62’ (rig.) de Azevedo |

| Arbitro: | Bieri |

|                                                   |           |             |
| M'Futi 29’ de Azevedo 58’ Vitkieviez 67’ Pont 90’ | Marcatori | 27’ Aguirre |

| Aarau 1º novembre 2010, ore 20:10 CET 11ª giornata | Aarau   | 0 – 0 referto | Servette | Stadion Brügglifeld (2 500 spett.)\| Arbitro: \| Huwiler \| |
| Arbitro:                                           | Huwiler |               |          |                                                             |

| Arbitro: | Amhof |

|                                             |           |         |
| Karanović 44’ Vitkieviez 66’ de Azevedo 86’ | Marcatori | 80’ Gil |

| Arbitro: | Zimmermann |

|                    |           |              |
| Kalu 54’ Gegić 67’ | Marcatori | 71’ Schlauri |

| Wohlen 27 novembre 2010, ore 17:30 CET 14ª giornata | Wohlen | 0 – 0 referto | Servette | Stadion Niedermatten (480 spett.)\| Arbitro: \| Hänni \| |
| Arbitro:                                            | Hänni  |               |          |                                                          |

| Arbitro: | Jaccottet |

|  |           |                       |
|  | Marcatori | 41’ Di Dio 67’ Afonso |

#### ritorno
| Arbitro: | Gut |

|              |           |                    |
| Foschini 50’ | Marcatori | 90’ (rig.) Estéban |

| Wil 28 febbraio 2011, ore 20:10 CET 17ª giornata | Wil       | 0 – 0 referto | Servette | Stadion Bergholz (880 spett.)\| Arbitro: \| Jancevski \| |
| Arbitro:                                         | Jancevski |               |          |                                                          |

| Arbitro: | Graf |

|                                                   |           |                            |
| de Azevedo 20’ Rüfli 33’ Varela 52’ Karanović 79’ | Marcatori | 17’ Bengondo 89’ Šabanović |

| Arbitro: | Carrell |

|  |           |               |
|  | Marcatori | 39’ Karanović |

| Arbitro: | Amhof |

|                                          |           |               |
| Rüfli 22’, 90’ Vitkieviez 35’ M'Futi 76’ | Marcatori | 57’ Rodriguez |

| Arbitro: | Bieri |

|                                              |           |                                               |
| Rüfli 6’ de Azevedo 40’ (rig.) Karanović 58’ | Marcatori | 14’ Lenjani 20’ (rig.) Kuzmanovic 56’ Katanha |

| Arbitro: | Laperrière |

|  |           |                            |
|  | Marcatori | 63’ Estéban 89’ Vitkieviez |

| Arbitro: | Marciniak |

|                                                                                  |           |                                |
| Estéban 39’, 60’ (rig.) de Azevedo 41’ (rig.) Eudis 43’ Rüfli 56’ Vitkieviez 89’ | Marcatori | 17’ Valente 33’ (aut.) Baumann |

| Arbitro: | Erlachner |

|                                 |           |             |
| Baumann 26’ Pont 90’ M'Futi 90’ | Marcatori | 73’ Cerrone |

| Arbitro: | Hänni |

|  |           |                                                |
|  | Marcatori | 34’, 86’ Eudis 45’, 57’ Vitkieviez 75’ Estéban |

| Arbitro: | Jaccottet |

|                                            |           |  |
| Baumann 45’ Eudis 64’ Karanović 80’ (rig.) | Marcatori |  |

| Arbitro: | Pache |

|  |           |                                                    |
|  | Marcatori | 20’, 72’, 86’ Eudis 50’, 66’ Estéban 69’ Karanović |

| Arbitro: | Amhof |

|                            |           |                       |
| Sadiku 8’, 66’ Hassell 28’ | Marcatori | 4’ Estéban 54’ Routis |

| Arbitro: | Erlachner |

|                                             |           |  |
| Karanović 39’ de Azevedo 45’ Vitkieviez 49’ | Marcatori |  |

| Arbitro: | Pache |

|  |           |                           |
|  | Marcatori | 72’ Vitkieviez 89’ M'Futi |

### Spareggio promozione/retrocessione
| Arbitro: | Bieri |

|           |           |  |
| Pergl 88’ | Marcatori |  |

| Arbitro: | Hänni |

|                                 |           |                 |
| de Azevedo 11’ Baumann 45’, 56’ | Marcatori | 69’ Lustrinelli |

### Coppa Svizzera
| 18 settembre 2010, ore 16:00 CEST Primo turno | Wettswil-Bonstetten | 0 – 2 | Servette |  |

| 17 ottobre 2010, ore 15:00 CEST Secondo turno | Baulmes | 2 – 5 | Servette |  |

| 20 novembre 2010, ore 19:00 CET Ottavi di finale | Servette | – | Basilea |  |

## Statistiche

### Statistiche di squadra
| Competizione                       | Punti | In casa | In casa | In casa | In casa | In casa | In casa | In trasferta | In trasferta | In trasferta | In trasferta | In trasferta | In trasferta | Totale | Totale | Totale | Totale | Totale | Totale | DR  |
| Competizione                       | Punti | G       | V       | N       | P       | Gf      | Gs      | G            | V            | N            | P            | Gf           | Gs           | G      | V      | N      | P      | Gf     | Gs     | DR  |
| ---------------------------------- | ----- | ------- | ------- | ------- | ------- | ------- | ------- | ------------ | ------------ | ------------ | ------------ | ------------ | ------------ | ------ | ------ | ------ | ------ | ------ | ------ | --- |
| Challenge League                   | 62    | 15      | 12      | 1       | 2       | 47      | 16      | 15           | 7            | 4            | 4            | 28           | 11           | 30     | 19     | 5      | 6      | 75     | 27     | +48 |
| Spareggio promozione/retrocessione | -     | 1       | 1       | 0       | 0       | 3       | 1       | 1            | 0            | 0            | 1            | 0            | 1            | 2      | 1      | 0      | 1      | 3      | 2      | +1  |
| Coppa Svizzera                     | -     | 0       | 0       | 0       | 0       | 0       | 0       | 2            | 2            | 0            | 0            | 7            | 2            | 2      | 2      | 0      | 0      | 7      | 2      | +5  |
| Totale                             | 62    | 16      | 13      | 1       | 2       | 50      | 17      | 18           | 9            | 4            | 5            | 35           | 14           | 34     | 22     | 5      | 7      | 85     | 31     | +54 |

### Andamento in campionato
| Giornata  | 1 | 2 | 3 | 4 | 5 | 6 | 7 | 8 | 9 | 10 | 11 | 12 | 13 | 14 | 15 | 16 | 17 | 18 | 19 | 20 | 21 | 22 | 23 | 24 | 25 | 26 | 27 | 28 | 29 | 30 |
| --------- | - | - | - | - | - | - | - | - | - | -- | -- | -- | -- | -- | -- | -- | -- | -- | -- | -- | -- | -- | -- | -- | -- | -- | -- | -- | -- | -- |
| Luogo     | T | C | C | T | C | C | T | C | T | C  | T  | C  | T  | T  | C  | T  | T  | C  | T  | C  | C  | T  | C  | C  | T  | C  | T  | T  | C  | T  |
| Risultato | V | V | V | P | V | V | P | P | V | V  | N  | V  | P  | N  | P  | N  | N  | V  | V  | V  | N  | V  | V  | V  | V  | V  | V  | P  | V  | V  |
| Posizione | 2 | 3 | 3 | 3 | 2 | 2 | 3 | 3 | 3 | 3  | 4  | 3  | 4  | 4  | 4  | 6  | 6  | 5  | 5  | 4  | 4  | 4  | 3  | 3  | 3  | 3  | 3  | 4  | 2  | 2  |

Legenda:

Luogo: C = Casa; T = Trasferta. Risultato: V = Vittoria; N = Pareggio; P = Sconfitta.

### Statistiche dei giocatori
| A. Ajdini     | 0  | 0  | 0 | 0 |
| P. Baumann    | 25 | 2  | 3 | 0 |
| M. de Azevedo | 23 | 13 | 9 | 0 |
| J. Esteban    | 18 | 10 | 2 | 0 |
| E. Eudis      | 26 | 14 | 1 | 1 |
| D. Gonzalez   | 30 | 0  | 1 | 0 |
| C. Guedes     | 0  | 0  | 0 | 0 |
| G. Karanović  | 26 | 8  | 2 | 0 |
| X. Kouassi    | 23 | 0  | 8 | 1 |
| M. M'Futi     | 19 | 4  | 3 | 1 |
| O. Maric      | 4  | 0  | 0 | 0 |
| P. Mendes     | 15 | 0  | 2 | 2 |
| F. Monteiro   | 1  | 0  | 0 | 0 |
| F. Moubandje  | 16 | 0  | 3 | 0 |
| M. Moutinho   | 5  | 0  | 0 | 0 |
| S. Nater      | 21 | 2  | 4 | 0 |
| L. Novelle    | 0  | 0  | 0 | 0 |
| L. Pizzinat   | 23 | 0  | 7 | 0 |
| F. Poceiro    | 0  | 0  | 0 | 0 |
| T. Pont       | 15 | 2  | 2 | 0 |
| M. Ratta      | 0  | 0  | 0 | 0 |
| C. Routis     | 12 | 1  | 2 | 0 |
| V. Rüfli      | 27 | 6  | 7 | 0 |
| S. Saná       | 7  | 0  | 1 | 0 |
| C. Schlauri   | 11 | 1  | 1 | 0 |
| J. Schneider  | 30 | 0  | 1 | 0 |
| A. Soares     | 11 | 0  | 1 | 0 |
| C. Varela     | 4  | 1  | 0 | 0 |
| M. Vitkieviez | 28 | 11 | 3 | 0 |